# Церква Святого Миколая (Колиндяни)
Церква Святого Миколая в Колиндянах — парафія і храм греко-католицької громади Пробіжнянського деканату Бучацької єпархії Української греко-католицької церкви в селі Колиндяни Чортківського району Тернопільської области.

## Історія церкви
Перша згадка про парафію в Колиндянах датується 1888 роком. У 1889 році була збудована кам'яна церква, що поклало початок існуванню греко-католицької парафії.
У 1949 році радянська влада заарештувала священника прямо під час богослужіння за відмову перейти до РПЦ. Через це з 1949 по 1956 рік храм був закритий. Його відкрили лише після переходу в підпорядкування РПЦ.
У 1992 році віряни збудували капличку на цвинтарі, яку освятив о. митрат Василій Семенюк. У 1999 році парафіяни спорудили капличку та пам'ятник-погруддя на честь о. Йосифа Білана на подвір'ї, де він жив.
У 2009 році громада села збудувала новий храм. Іконостас для нього розписав художник Василь Предик. Того ж року єпископ Йосифат Говера здійснив першу візитацію парафії та освятив новозбудований храм.
У 2013 році на храмовий празник відбулося освячення новорозписаної церкви.
При парафії діє братство «Апостольство молитви». На подвір'ї храму встановлено фігури Ісуса Христа та Матері Божої.

## Парохи
| Ім'я                   | Роки                               | Світлини |
| ---------------------- | ---------------------------------- | -------- |
| о. Іван Грабовецький   | 1889—1946                          |          |
| о. Федір Кришталович   | 1889—1946                          |          |
| о. Олександр Гілевич   | 1889—1946                          |          |
| о. Василь Попадюк      | 1889—1946                          |          |
| о. Йосиф Білан         | 1911—1979                          |          |
| о. Іван Демушка        | 1946—1949                          |          |
| о. Михайло Вознюк      | 1949—?                             |          |
| о. Микола Сухарський   |                                    |          |
| о. Роман Шлапак        |                                    |          |
| о. Степан Крисковський | 1962—1992                          |          |
| о. Богдан Недільний    | адміністратор парафії з липня 1992 |          |